# Dave McKean
Dave Tench McKean (ur. 29 grudnia 1963 w Maidenhead w Wielkiej Brytanii) – brytyjski twórca komiksów, grafik, ilustrator, fotografik, filmowiec.

## Kariera
W 1986, po podróży do Nowego Jorku, poznał Neila Gaimana, z którym rozpoczął pracę nad powieścią graficzną Drastyczne przypadki, opublikowaną w 1987 przez Titan Books. W 1988 kolejnym projektem była Czarna Orchidea, również napisana przez Gaimana. Od 1989 roku tworzył okładki do Sandmana, w tym też roku pracował nad powieścią graficzną do Batmana pod tytułem Azyl Arkham: Poważny dom na poważnej ziemi z pisarzem Grantem Morrisonem. W latach 1990–1996 publikowany był jego komiks Klatki, którego dwa ostatnie anglojęzyczne wydania zbiorcze opublikowało Dark Horse Comics w 2010 i 2016. Z tym ostatnim wydaniem tożsamą zawartość ma polskie wydanie – Timof comics 2017. Pracował także przy takich projektach komiksowych jak m.in. Children’s Crusade, Death: High cost of living czy Death: Time of your life.
Zilustrował także dwie książki rysunkowe dla dzieci:
- Dzień, w którym wymieniłem tatę na dwie złote rybki (1998) – Neil Gaiman,
- Wilki w ścianach (2003) – Neil Gaiman

oraz dziecięcą powieść:
- Koralina – Neil Gaiman.

Oprócz ilustracji działa również w innych dziedzinach sztuki, między innymi w muzyce, filmie i reklamie. Był twórcą reklam dla takich znanych firmy jak Nike, Kodak i Sony. Wyreżyserował Lustrzaną Maskę. Zaprojektował ponad 150 okładek do płyt, m.in. dla Tori Amos, Machine Head, Dream Theater, Fear Factory, Kreator, Paradise Lost, Believer, oraz Alice’a Coopera. Regularnie współpracuje z taki pismami jak New Yorker, Penthouse czy Playboy.
W roku 2012 artysta odwiedził Polskę, był gościem specjalnym na Międzynarodowym Festiwalu Komiksu i Gier w Łodzi.